# Transición nutricional
La transición nutricional es el cambio en el consumo dietético y el gasto energético que coincide con cambios económicos, demográficos y epidemiológicos. Específicamente, el término se utiliza para la transición de los países en desarrollo de dietas tradicionales ricas en cereales y fibra a dietas de patrón más occidental ricas en azúcares, grasas y alimentos de origen animal.

## Marco histórico
El modelo de transición nutricional fue propuesto por primera vez en 1993 por Barry Popkin, y es el marco más citado en la literatura relativa a la transición nutricional, aunque ha sido objeto de algunas críticas por estar excesivamente simplificado. Popkin postula que otras dos transiciones históricas afectan y se ven afectadas por la transición nutricional. La primera es la transición demográfica, por la que un patrón de alta fertilidad y alta mortalidad se transforma en uno de baja fertilidad y baja mortalidad. En segundo lugar, se produce una transición epidemiológica, en la que se pasa de un patrón de alta prevalencia de enfermedades infecciosas asociadas a la malnutrición, y con hambrunas periódicas y un saneamiento ambiental deficiente, a un patrón de alta prevalencia de enfermedades crónicas y degenerativas asociadas a estilos de vida urbano-industriales. Estas transiciones concurrentes y dinámicamente influenciadas comparten el énfasis en las formas en que las poblaciones pasan de un patrón al siguiente. Popkin utilizó cinco patrones generales para ayudar a resumir el modelo de transición nutricional. Aunque estos patrones parecen en gran medida cronológicos, es importante señalar que no se limitan a determinados periodos de la historia de la humanidad y siguen caracterizando a ciertas subpoblaciones geográficas y socioeconómicas. El primer patrón es el de la recolección de alimentos, una caracterización de los cazadores-recolectores, cuyas dietas eran altas en carbohidratos y bajas en grasas, especialmente en grasas saturadas. El segundo patrón se define por la hambruna, una marcada escasez y una reducida variación del suministro de alimentos. El tercer patrón es el de la hambruna en retroceso. El consumo de frutas, verduras y proteínas animales aumenta, y los alimentos básicos con almidón pierden importancia en la dieta. El cuarto patrón es el de las enfermedades degenerativas provocadas por una dieta rica en grasas totales, colesterol, azúcar y otros carbohidratos refinados y baja en ácidos grasos poliinsaturados y fibra. Este patrón suele ir acompañado de un estilo de vida cada vez más sedentario. El quinto patrón, el más reciente, se caracteriza por un cambio de comportamiento que refleja el deseo de prevenir o retrasar las enfermedades degenerativas. Los recientes y rápidos cambios observados en los países en desarrollo del segundo y tercer patrón al cuarto son el foco común de la investigación sobre la transición nutricional y el deseo de una política que enfatice una dieta general más saludable caracteriza el cambio del cuarto al quinto patrón.   
La transición nutricional, al igual que las transiciones demográficas y epidemiológicas, muestra un cambio en los patrones alimentarios y de actividad de los seres humanos a lo largo del tiempo, que afecta al estado nutricional general. La transición nutricional sostiene que los periodos anteriores de la transición continúan en determinadas subpoblaciones geográficas y socioeconómicas en diferentes momentos.
Patrón 1: Recolección de alimentos dieta de cazador-recolector, alta en carbohidratos y fibra, baja en grasas. Los patrones de actividad son muy elevados, con poca obesidad.
Patrón 2: Hambruna La dieta se vuelve menos variada a medida que las personas se adaptan a períodos de escasez aguda. Hacia el final de esta fase, la variación aumenta, pero la estratificación social se intensifica, y los más empobrecidos y las mujeres y los niños sufren la peor parte de la carga de la escasez de alimentos.
Patrón 3: Hambruna en retroceso Aumento de proteínas animales y frutas y verduras. Los patrones de actividad cambian para incluir más actividades de ocio. Los cambios climáticos actuales están provocando un movimiento para salir de la hambruna y el retroceso del período de hambruna..
Patrón 4: ENT relacionadas con la nutrición, la dieta se vuelve rica en grasas, colesterol, azúcar y otros alimentos refinados. Esto va acompañado de un cambio continuo hacia un estilo de vida sedentario, lo que aumenta la prevalencia de obesidad y enfermedades degenerativas. Esto coincide con la fase final de la transición epidemiológica.
Patrón 5: Cambio de comportamiento en respuesta a los cambios que ocurren en el patrón 4, se espera que los comportamientos impulsados por los gobiernos, el sistema de salud o los individuos prevengan o retrasen las enfermedades degenerativas.

## Relación con el desarrollo económico
La transición nutricional tiene muchas de sus raíces en factores económicos relacionados con el desarrollo de una nación o subpoblaciones dentro de una nación. Alguna vez se creyó que la transición nutricional actual era endémica solo para países industrializados como los Estados Unidos, pero la creciente investigación ha indicado que no solo la transición nutricional ocurre con mayor rapidez en los países en desarrollo de ingresos bajos y medianos, sino que el estrés de sus efectos es aún mayor. Son también las que más pesan sobre las poblaciones más pobres de estos países. Este cambio se puede atribuir a muchas causas. La globalización ha desempeñado un papel importante en la alteración del acceso y la disponibilidad de alimentos en países anteriormente subdesarrollados. Los cambios demográficos de las zonas rurales a las urbanas son fundamentales para esto, así como la liberalización de los mercados de alimentos, la comercialización mundial de alimentos y el surgimiento de empresas transnacionales de alimentos en los países en desarrollo. Todas estas fuerzas de la globalización están creando cambios en el estilo de vida  que contribuyen a la transición nutricional. Los avances tecnológicos están haciendo que el trabajo antes arduo sea menos difícil y, por lo tanto, alteran el gasto energético que habría ayudado a compensar los aumentos calóricos en la dieta. Las tareas diarias y el ocio también se ven afectados por los avances tecnológicos y contribuyen a mayores tasas de inactividad. Los aumentos de calorías antes mencionados se deben a un mayor consumo de aceites comestibles,alimentos de origen animal, edulcorantes calóricos, acompañado de un menor consumo de cereales y frutas y verduras.  Estos cambios influyen en las preferencias biológicas humanas que se ven en todo el mundo. Los factores socioeconómicos también juegan un papel importante al igual que los valores culturales ligados a la apariencia y el estatus.

### Globalización y factores económicos
La transición nutricional actual que se observa en los mercados emergentes de Asia, América Latina, Oriente Medio, África del Norte y las zonas urbanas del África subsahariana es en gran medida producto de la globalización. El comercio, la inversión, la comercialización y el mercadeo internacional de alimentos están afectando drásticamente la disponibilidad y el acceso a alimentos densos en energía, pero deficientes en nutrientes, lo que provoca el cambio antes mencionado de la dieta tradicional. Otro subproducto de la globalización ha sido una marcada transición demográfica en estos países de las zonas rurales a las urbanas. Las poblaciones urbanas son más susceptibles a las tendencias actuales en la transición nutricional debido a la mejora del transporte, la distribución y comercialización de alimentos comerciales, las ocupaciones menos intensivas en mano de obra y los cambios en los hábitos y la estructura alimentaria de los hogares. La liberalización y comercialización de los mercados agrícolas nacionales están abriendo el comercio de alimentos, ya que es necesario para competir en el mercado mundial. Esto había provocado cambios en los tipos de alimentos producidos y aumentos en las cantidades de alimentos importados a los países en desarrollo, lo que afecta la disponibilidad relativa y los precios de los diferentes alimentos. La demanda de alimentos está siendo determinada por el aumento de los ingresos y la urbanización. A medida que estas naciones en rápido desarrollo continúan acumulando altos ingresos per cápita, su gasto en alimentos también está aumentando. Eligen utilizar estos ingresos más altos en alimentos más densos en calorías que son más dulces y ricos en grasas. Por ejemplo, en China, por el mismo dólar extra de ingresos, una persona promedio en China está comprando hoy alimentos con más calorías de lo que hubiera comprado por el mismo yuan extra en 1990. La rápida urbanización también ha moldeado la demanda de alimentos a nivel mundial. La transición demográfica de las zonas rurales a las poblaciones urbanas es un subproducto bien documentado de la globalización y los avances tecnológicos. Esto se debe a que los sistemas agroalimentarios han reemplazado la agricultura de subsistencia local en muchas áreas rurales.
La oferta de alimentos está directamente esculpida por la creciente demanda en estas áreas con ingresos crecientes. La urbanización está aumentando el acceso a nuevos alimentos y, por lo tanto, está alterando la cadena de suministro. Es por eso que las empresas transnacionales de alimentos han crecido tan rápidamente en las últimas décadas. Estas empresas están haciendo que la comida rápida y procesada sea mucho más barata y esté más disponible a través del crecimiento de los supermercados transnacionales y las cadenas de restaurantes. Los alimentos no solo son más fáciles de obtener en las zonas urbanas; también es más barato y requiere menos tiempo de adquirir, lo que crea un desequilibrio entre la ingesta y la producción de energía. Sus estrategias publicitarias y promocionales tienen un fuerte efecto en las elecciones y el deseo de los consumidores. La inversión extranjera directa también está estimulando las ventas de alimentos procesados en estos supermercados al reducir los precios y crear incentivos para la publicidad y la promoción. Una gran parte de esta publicidad es para alimentos procesados con alto contenido energético y está dirigida a niños y jóvenes. Los avances tecnológicos y de transporte están reduciendo las barreras que alguna vez limitaron el comercio mundial de alimentos. Estas técnicas son fundamentales para facilitar la producción y distribución necesarias en un mercado global. Mejores técnicas de conservación están ayudando a reducir los residuos, lo que contribuye a reducir los precios para los consumidores. La tecnología está generando mayores rendimientos que también reducen los precios.

### Cambios en el estilo de vida
Las fuerzas de la globalización están influyendo fuertemente en muchos cambios de estilo de vida en los países en desarrollo. Los cambios importantes en las estructuras económicas, desde las economías agrarias hasta las economías industrializadas, están reduciendo los niveles de actividad física en las ocupaciones en todo el mundo. In Incluso en el trabajo agrícola, las tecnologías a gas están ayudando a reducir el gasto energético necesario para realizar las tareas agrícolas pertinentes. Estos niveles reducidos de actividad no solo se observan en el lugar de trabajo, sino también en los hogares. Las tareas diarias que alguna vez fueron trabajos laboriosos ahora son mucho más fáciles con la ayuda de los avances tecnológicos, por ejemplo, electrodomésticos como lavadoras, refrigeradores y estufas. Además, los avances recientes en la eficiencia de la producción de alimentos (el enlatado, la refrigeración, la congelación y el envasado son algunos de los más notables) y las mejoras en los utensilios de cocina, como la introducción de estufas metálicas mejoradas que utilizan combustibles fósiles y hornos microondas, han ayudado a reducir en gran medida los esfuerzos domésticos.
El ocio también se ve muy afectado. Las actividades como la práctica de deportes al aire libre están siendo reemplazadas por ver televisión y juegos de computadora. La disminución de las actividades de ocio físico también puede contribuir a la urbanización en la que el acceso a los campos necesarios para jugar juegos como el fútbol no está disponible debido a una población tan densa y su posterior demanda de tierra. Otros cambios importantes en el estilo de vida que impulsan la transición nutricional se relacionan con la composición de las dietas. Estos cambios en la dieta se han mencionado anteriormente varias veces, pero merecen un mayor escrutinio. Las dietas ricas en legumbres, otras verduras y cereales secundarios están desapareciendo en todas las regiones y países. En su lugar están las dietas caracterizadas por aceites vegetales y comestibles ricos en grasas, alimentos baratos de origen animal con alto contenido de grasas y proteínas y alimentos endulzados artificialmente con alto contenido de azúcar y carbohidratos refinados. El consumo de bebidas calóricas como las gaseosas representó el 21% de toda la ingesta calórica en México de 1996 a 2002. Los procesos de globalización que han influido en los mercados de alimentos han hecho que estos productos sean mucho más baratos, sabrosos y fáciles de producir, lo que a su vez ha impulsado su demanda. Entonces, mientras que la globalización y el desarrollo económico que la acompaña ha creado niveles más altos de seguridad alimentaria para los países en desarrollo, la tendencia actual de comer de una manera más occidental ha provocado un aumento de las tasas de salud adversa y obesidad infantil.

### Fuerzas biopsicosociales
Los deseos de estas nuevas dietas y estilos de vida son muy comprensibles desde una perspectiva biológica y psicosocial. Por ejemplo, los seres humanos tienen una preferencia innata por los dulces que se remonta a las poblaciones de cazadores-recolectores. Estos dulces señalaron una buena fuente de energía para los cazadores-recolectores que no tenían seguridad alimentaria. Este mismo concepto también se relaciona con la predisposición humana a los alimentos grasos ricos en energía. Estos alimentos eran necesarios para los viajes largos y proporcionaban una red de seguridad en tiempos de hambruna. Los humanos también desean eliminar el esfuerzo físico. Esto puede explicar el cambio a estilos de vida más sedentarios de las actividades ocupacionales, domésticas y de ocio que antes eran mucho más exigentes físicamente. Las influencias socioeconómicas y culturales también contribuyen a los cambios de estilo de vida asociados con la transición nutricional. La transferencia de gustos por medio del turismo y el comercio abierto de alimentos ha introducido a las naciones en desarrollo a alimentos que antes solo disfrutaban los países industrializados. La publicidad y promoción mundial de alimentos solo ha consolidado aún más estos cambios dietéticos. además, algunas culturas consideran los tipos de cuerpo obesos en gran medida, ya que los relacionan con el poder, la belleza y la opulencia.  Varios estudios sugieren que el nivel socioeconómico contribuye en gran medida a la transición nutricional en la que faltan por completo alternativas de alimentos saludables o una falta de alternativas de alimentos saludables asequibles.

## Resultados económicos y de salud
Si bien el aumento de la seguridad alimentaria es un beneficio importante de la transición nutricional mundial, hay una gran cantidad de consecuencias negativas para la salud y económicas coincidentes. Las tasas de obesidad se están disparando en todo el mundo y las tendencias recientes sugieren que la incidencia de sobrenutrición en las próximas décadas superará a la de desnutrición en el mundo en desarrollo. Además, habrá un cambio epidemiológico marcado de las enfermedades infecciosas a las enfermedades no transmisibles degenerativas, las ENT en estos países. En la forma actual, estos países enfrentan una paradoja única al tener que lidiar con la sobrenutrición y la desnutrición, una doble carga de desnutrición, que inevitablemente irá acompañada de enfermedades infecciosas y no transmisibles, una doble carga de enfermedad. El impacto económico también será enorme. Además de la reducción de la productividad, los sistemas de salud de estos países se enfrentan a una enorme carga.

### Resultados de salud
El principal resultado sanitario de la transición nutricional mundial será una mayor prevalencia de la obesidad en todo el mundo. La prevalencia de la obesidad en los países en desarrollo aumentó del 2,3% en 1988 al 19,6% en 1998. Las incidencias son más altas entre las mujeres y los niños, lo que indica desigualdades en la salud entre las poblaciones mundiales.  La obesidad está fuertemente relacionada con enfermedades no transmisibles degenerativas, como enfermedades coronarias, diabetes, derrames cerebrales e hipertensión. Las estimaciones de la OMS sitúan a las ENT como la principal causa mundial de morbilidad y mortalidad, y se prevé que la prevalencia mundial de enfermedades crónicas aumente sustancialmente durante las próximas dos décadas en los países en desarrollo. Entre 1990 y 2020, se espera que la mortalidad por enfermedades cardiovasculares, ECV, en los países en desarrollo aumente un 120% para las mujeres y un 137% para los hombres en comparación con el 29 y el 49%, respectivamente, en los países industrializados. En muchos de los países que enfrentan epidemias de sobrenutrición, todavía existe una desnutrición generalizada.

### Doble carga de malnutrición
La doble carga de la malnutrición (DBM), es definida como la manifestación simultánea de la desnutrición y el sobrepeso y la obesidad que afecta a la mayoría de los países de ingresos bajos y medios (PIBM). El DBM ha aumentado en los países de ingresos bajos y medianos más pobres, principalmente debido al aumento del sobrepeso y la obesidad. Indonesia es el país más grande con una DBM severa, pero muchos otros países asiáticos y africanos subsaharianos también enfrentan este problema. También discutimos que los aumentos de sobrepeso se deben principalmente a cambios muy rápidos en el sistema alimentario, en particular la disponibilidad de alimentos y bebidas ultra procesados baratos en los países de ingresos bajos y medianos. y reducciones importantes en la actividad física en el trabajo, el transporte, el hogar e incluso el ocio debido a la introducción de tecnologías que ahorran actividad.
Considerada como un desafío de desarrollo de proporciones epidémicas, la doble carga de enfermedad (DBD) es un desafío de salud global emergente, que existe predominantemente en países de ingresos bajos a medianos. Más específicamente, el DBD se refiere a la carga dual de enfermedades transmisibles y no transmisibles (ENT). En la actualidad, más del 90% de la carga de morbilidad mundial se produce en regiones en desarrollo y la mayoría se atribuye a enfermedades transmisibles. Las enfermedades transmisibles son enfermedades infecciosas que "pueden transmitirse entre personas a través de la proximidad, el contacto social o el contacto íntimo". Las enfermedades comunes en esta categoría incluyen tos ferina o tuberculosis, VIH / SIDA, malaria, influenza (gripe) y paperas. A medida que los países de ingresos bajos a medianos continúan desarrollándose, los tipos de enfermedades que afectan a las poblaciones dentro de estos países cambian principalmente de enfermedades infecciosas, como la diarrea y la neumonía, a enfermedades principalmente no transmisibles, como las enfermedades cardiovasculares, el cáncer y la obesidad. Este cambio se conoce cada vez más como la transición del riesgo. Por lo tanto, a medida que continúa la globalización y la proliferación de alimentos preenvasados, las dietas tradicionales y los estilos de vida están cambiando en muchos países en desarrollo. Como tal, es cada vez más común ver a los países de ingresos bajos a medianos luchar con problemas centenarios como la inseguridad alimentaria y la desnutrición, además de las epidemias de salud emergentes como las enfermedades cardíacas crónicas, la hipertensión, los accidentes cerebrovasculares y la diabetes. Las enfermedades que alguna vez fueron características de las naciones industrializadas, se están convirtiendo cada vez más en problemas de salud de proporciones epidémicas en muchos países de ingresos bajos a medianos.

### Impacto económico
El impacto económico de estas tasas crecientes y la doble carga de enfermedades parece ser tremendo. La discapacidad, la disminución de la calidad de vida, el mayor uso de los servicios de salud y el aumento del ausentismo están fuertemente asociados con la obesidad. Con recursos inadecuados, sistemas de salud mal construidos y una falta general de experiencia para abordar la carga de enfermedades infecciosas, la carga de morbilidad para los países de baja a mediana edad se ve agravada por la creciente tasa de enfermedades no transmisibles. Esto a menudo se atribuye al hecho de que estos países, por naturaleza, tienen sistemas de  salud precarios que poseen recursos inadecuados para detectar y prevenir muchas enfermedades no transmisibles". Las construcciones sociales dentro de estos países a menudo amplifican el riesgo de la doble carga, ya que la desigualdad, el género y otros determinantes sociales a menudo tienen un papel que desempeñar en el acceso y la asignación dispares de los servicios y recursos de salud. Si se mantienen las tendencias actuales, la Organización Mundial de la Salud predice que los países de ingresos bajos y medianos no podrán soportar la carga de morbilidad en el futuro previsible.

## Implicaciones para la política
Los países de todo el mundo han realizado diversos y variados esfuerzos para abordar las consecuencias de la transición nutricional. Estas políticas se dirigen al entorno alimentario, la gobernanza, el sistema alimentario o la educación y, en general, se pueden clasificar en las siguientes categorías:

### Política de educación nutricional pública
La educación nutricional tiene como objetivo facilitar cambios de comportamiento saludables, a nivel individual. Las pautas dietéticas, específicamente, promueven la conciencia pública sobre las necesidades nutricionales. Más de 60 países del Norte y del Sur globales han establecido pautas dietéticas nacionales.

### Política de etiquetado nutricional
El etiquetado nutricional de los envases de alimentos y de los restaurantes puede animar a los consumidores a elegir alimentos más saludables. Se ha enfatizado que el etiquetado nutricional es importante para influir en la elección de alimentos.

### Política centrada en la escuela
Las escuelas se consideran un objetivo principal de intervención para implementar políticas relacionadas con la nutrición. Los niños y adolescentes son particularmente vulnerables a la exposición a alimentos poco saludables antes, durante y después de la escuela. Los niños son más susceptibles a desarrollar obesidad temprana y es probable que sigan siendo obesos durante la edad adulta. Las políticas escolares son variadas y específicas para el clima político, económico y social de un lugar. Pueden concentrarse en aumentar los estándares nutricionales, promover estilos de vida activos, regular los programas de comidas escolares y prohibir la venta de ciertos alimentos y bebidas en las escuelas y sus alrededores.

### Regulación de la comercialización de alimentos
La comercialización de alimentos, a través de varios medios de comunicación (televisión, Internet, envases, cultura popular) ha sido una estrategia eficaz para influir y cambiar las elecciones de alimentos de los consumidores, especialmente entre los niños. Varios estudios han indicado la asociación entre la exposición a la publicidad de alimentos y las elecciones y creencias alimentarias. El impacto de la publicidad ha llevado al apoyo a la regulación a nivel gubernamental de la comercialización de alimentos. Los países han implementado restricciones voluntarias u obligatorias sobre la publicidad de productos alimenticios no saludables. También se insta a las empresas alimentarias a que implementen estrategias de marketing de alimentos responsables. Los esfuerzos de las corporaciones deberían revertir los factores que impulsan el consumo de alimentos, incluida la conveniencia, el bajo costo, el buen gusto y el conocimiento nutricional. Las recomendaciones incluyen reducir el tamaño de los envases, reducir el tamaño de las porciones y recrear fórmulas para disminuir el contenido calórico.

### Impuestos
A raíz del éxito de los impuestos sobre los productos del tabaco para reducir el consumo de tabaco, los responsables políticos y los investigadores han adoptado un enfoque paralelo para reducir la obesidad. La OMS apoyó las políticas económicas como método para influir en los precios de los alimentos y promover una alimentación saludable en los espacios públicos (citar, 2008). Las políticas fiscales, en forma de impuestos nulos o iimpuestos pigouvianos, generalmente apuntan a productos alimenticios y bebidas no saludables, incluido el "impuesto a las grasas", el "impuesto a la comida chatarra" y, de particular popularidad, el impuesto a las bebidas azucaradas (SSB). La tributación está destinada a combatir la obesidad aumentando el precio de las bebidas azucaradas y los alimentos poco saludables y, a su vez, reduciendo su consumo, además de generar ingresos que puedan destinarse a programas de prevención de la obesidad o promoción del consumo de frutas y verduras. Sin embargo, la efectividad de los impuestos permanece bajo escrutinio: los economistas argumentan que los impuestos son ineficientes para combatir la obesidad y pueden resultar en mayores pérdidas para los consumidores.

### Enfoque integral
La literatura sugiere que puede ser ideal que los gobiernos adopten un enfoque de política integral para abordar la epidemia de obesidad, dadas las condiciones sociales asociadas. Las recomendaciones del "paquete de políticas" han sido un marco respaldado para prevenir la obesidad y las enfermedades no transmisibles relacionadas con la dieta en todo el mundo porque se pueden adaptar a las circunstancias específicas de cada país. Por ejemplo, el marco NUTRITIVO resume las vías clave para la acción y la política, pero es flexible para adaptarse a una variedad de contextos nacionales y locales. La Organización Mundial de la Salud ha pedido a los gobiernos que realicen intervenciones multifacéticas, centrándose en la seguridad alimentaria, el estilo de vida saludable y la nutrición. Dado el alcance de la pandemia, pero las diversas tendencias y factores de riesgo basados en el lugar, la intervención apropiada y adecuada requiere un cambio de políticas en múltiples niveles - poblacional e individual - y la necesidad de colaboración internacional. Al mismo tiempo, las evaluaciones de programas e iniciativas sobre su impacto en la obesidad son necesarias tanto para mejorar la eficacia de las intervenciones existentes como para proporcionar una base para futuras intervenciones.

## Casos de estudio
Los casos de estudio de naciones individuales son abundantes. Los países BRICS se estudian específicamente en gran profundidad debido a sus economías en rápida transición, pero las naciones en desarrollo más lento también están bien estudiadas.

### Naciones industrializadas
Los casos de estudio en los Estados Unidos y el Reino Unido son particularmente abundantes.

### Países en desarrollo
Los informes basados en América Latina, Asia, Medio Oriente, África del Norte y áreas desarrolladas del África subsahariana se pueden encontrar en una amplia gama de literatura académica.

### Poblaciones aborígenes
En todo el mundo, las poblaciones Aborígenes han experimentado cambios radicales en la dieta. Las dietas tradicionales y la ingesta de alimentos han sido reemplazadas por dietas que consisten en alimentos ricos en grasas, azúcar y sal. Este cambio en la dieta está relacionado con los cambios en el estilo de vida durante el último siglo: por ejemplo, las comunidades de cazadores-recolectores se volvieron más asentadas y los métodos tradicionales de recolección de alimentos cambiaron. La transición nutricional se ha relacionado con un aumento de las tasas de enfermedades no transmisibles entre las poblaciones aborígenes. La industrialización introdujo una forma menos complicada de acceder a los alimentos; una dieta rica en proteínas fue reemplazada por pan blanco, alimentos procesados y bebidas azucaradas.
La comida tradicional de las primeras Naciones incluía filete de lota (o músculo) e hígado de alce. El consumo de alimentos proporcionó grasas esenciales (es decir, ácidos grasos) y proteínas que desempeñaron un papel medicinal clave en la prevención y reducción de la obesidad y las enfermedades relacionadas con la obesidad.

### En los dos países más poblados del mundo
China e India son dos potencias similares en términos demográficos y geográficos. Sin embargo, los dos países tienen historias y creencias muy diferentes que impactan la transición alimentaria de ambos pueblos en la actualidad. Estas notables diferencias tienen varios factores y consecuencias que juegan un papel importante en los desafíos futuros. Según la teoría clásica, las principales fases de la transición alimentaria de estos dos países han tenido lugar y el fenómeno debería terminar en unos años una vez que estos países estén desarrollados y hayan estabilizado su crecimiento.
Sin embargo, es probable que los nuevos desafíos económicos y ambientales mundiales, junto con el crecimiento demográfico sin precedentes de estos dos países, alteren el patrón clásico que los países desarrollados han experimentado anteriormente. En este contexto de cambio climático, opciones económicas y constate crecimiento, es   necesario garantizar la seguridad alimentaria y sanitaria de sus poblaciones, es difícil saber cuál de India o China, con dos estrategias alimentarias muy diferentes, completará su transición alimentaria de la mejor manera.
En esta oposición, India es un país misterioso que está adoptando una estrategia novedosa. De hecho, en este momento no está muy abierto al mundo exterior, lo que le permite mantener una fuerte identidad cultural. Por eso, a diferencia de otros países en desarrollo, hay muy pocas empresas estadounidenses o europeas en su territorio, por ejemplo en el sector alimentario. Por lo tanto, están mucho menos influenciados por el mundo exterior, el consumo masivo, el capitalismo, la publicidad y sus consecuencias. Esto sumado al hecho de que la población indígena es más joven explica que los indígenas se vean menos afectados por problemas como la obesidad.
Finalmente, el estilo de vida y el consumo de alimentos únicos de la India son un arma formidable. De hecho, el principal país vegano del mundo ahora está totalmente en línea con las tendencias asociadas con el cambio climático. Esto le da una ventaja porque es probable que el país cambie muy poco su consumo en los próximos años.
China, en cambio, tiene la ventaja de ser mucho más poderosa económicamente, con mayor productividad agrícola y recursos que le permiten ser más flexible a los cambios. Por último, el país es menos autosuficiente que su vecino y, por tanto, será más probable que reciba ayuda en caso de dificultades. Finalmente, dado que la transición alimentaria comenzó antes, China debería estabilizarse más rápidamente.

## Transición alimentaria para luchar contra el cambio climático
El sector agrícola es uno de los grandes emisores de gases de efecto invernadero, que provocan el calentamiento mundialː un 30 % del total de emisiones. Por tanto, la transición hacia prácticas agropecuarias bajas en emisiones se hace imperativa. Según el informe del Banco Mundial Receta para un planeta habitable, se debeː
- Quitar los subsidios a los alimentos altos en emisiones.
- Reducir el desperdicio alimentario.
- Preservar los bosques existentes y reforestar las zonas deforestadas o degradadas.

Se estima que el retorno de las inversiones para perseguir estos objetivos es de 16 a 1; es decir, por cada dólar invertido se obtienen 16 de beneficios o se evitan daños por 16 dólares.